# Spathes

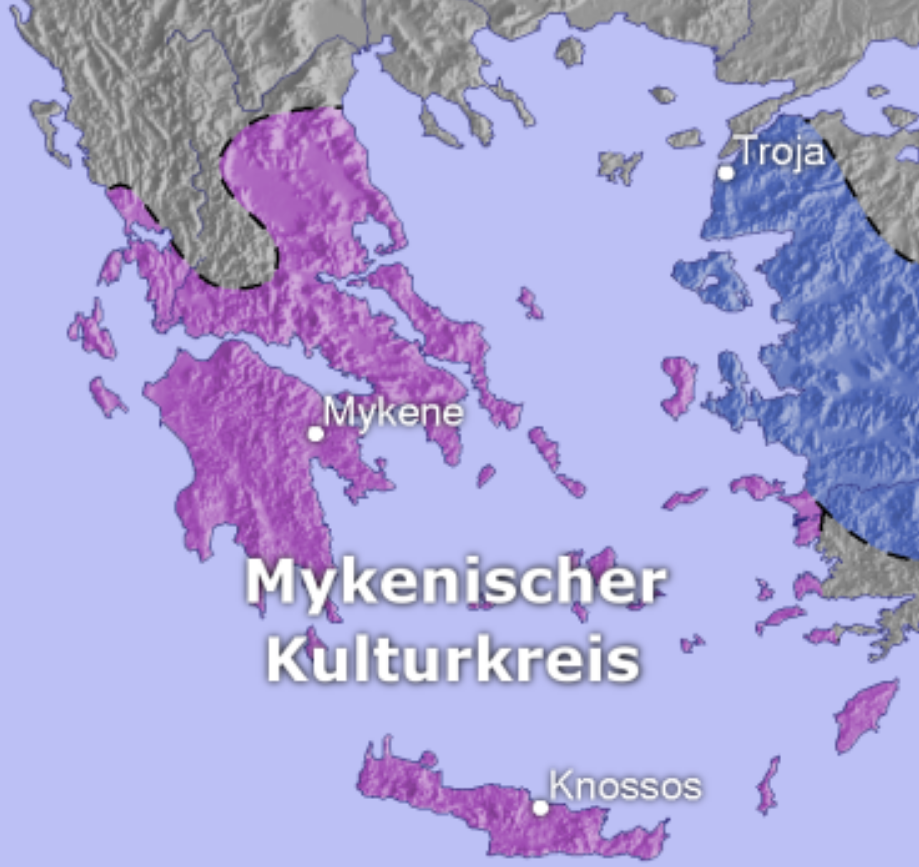
Mykenischer Kulturkreis

Unter den ersten archäologischen Fundstellen, die im Olymp entdeckt wurden, befand sich die Ausgrabungsstätte Spathes (griechisch Σπάθες Schwerter). Es handelt sich um eine Nekropole aus der späten Bronzezeit. Die ältesten Gräber sind aus dem 14. Jahrhundert v. Chr., letzte Spuren der Nutzung fanden Archäologen aus der Zeit Ende des 13. Jahrhunderts, Anfang des 12. Jahrhunderts v. Chr. Die der Nekropole zugehörige Siedlung wurde bisher nicht gefunden. Viele der Grabbeigaben wurden im mykenischen Stil gefertigt, so dass sich der mykenische Kulturkreis wahrscheinlich auch dort (siehe auch Geschichte und Archäologie Pierias) über die Grenze von Thessalien nach Pieria ausgedehnt hat.

## Lage
Der Fundort nahe der zur Gemeinde Katerini gehörenden Ortschaft Agios Dimitrios ist an einem steilen Westhang des Olymp-Massivs auf 1000 bis 1100 Metern Höhe gelegen, von ihm überblickt man einen bedeutenden Gebirgspass zwischen Thessalien und Makedonien. Die Lage der Nekropole auf einem hohen Abhang mit weitem Horizont ist bemerkenswert. Siedlungen aus der Zeit sind in der näheren Umgebung nicht bekannt. Die Gräber sind von nordöstlicher in südwestliche Richtung angelegt.

## Grabungsgeschichte

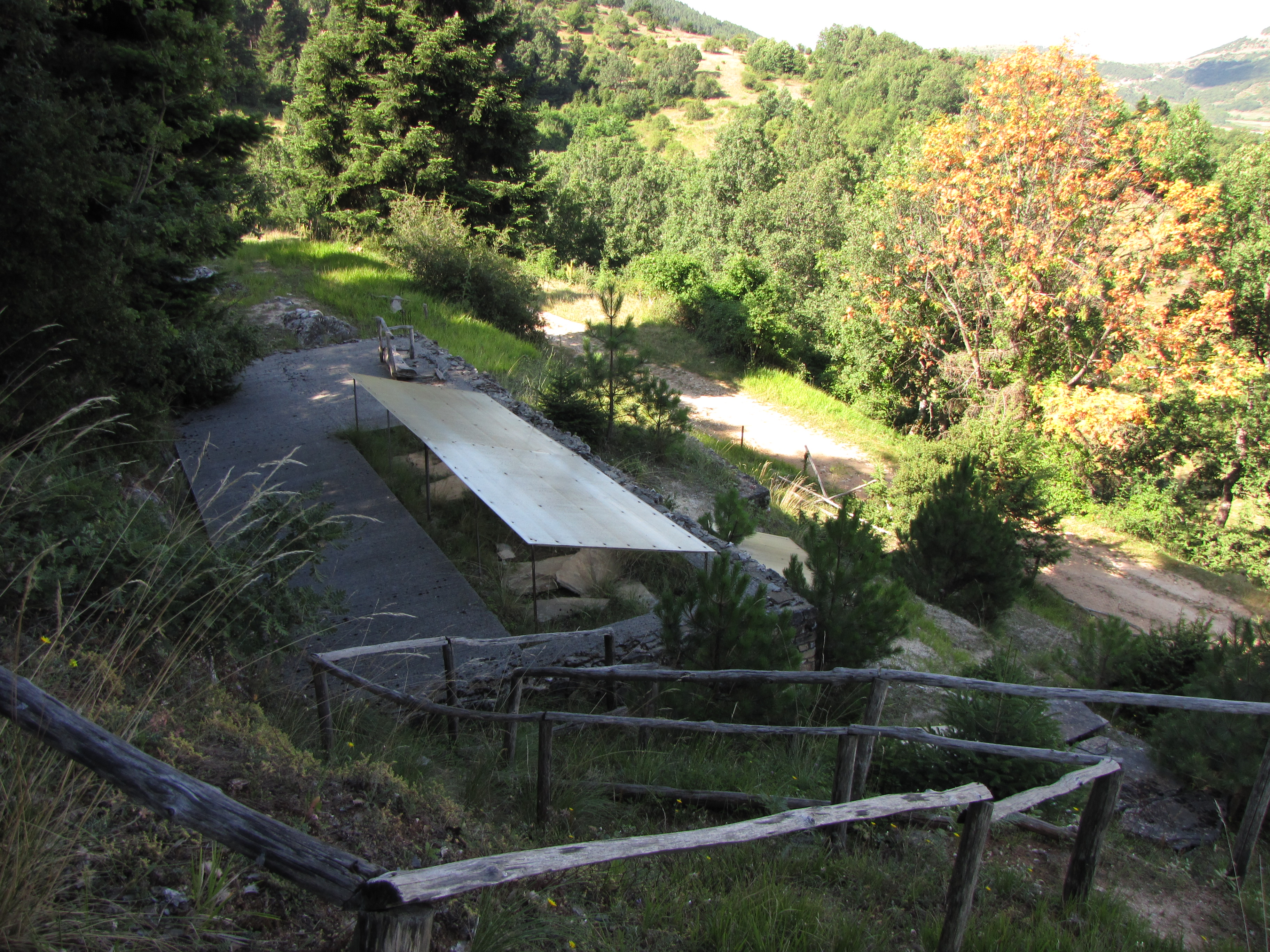
Ausgrabungsstätte Spathes

1975 wurde die zuständige archäologische Behörde darüber informiert, dass beim Schlagen einer Brandschneise mehrere (mindestens 12 bis 13) Gräber zerstört wurden. Damals wurde ein bronzener Dolch und ein bronzenes Schwert gefunden, das aber verloren ging. Weitere Informationen offenbarten, dass Handel mit den Grabbeigaben betrieben wurde. Unter der Leitung von Eftychia Poulaki-Pandermali von der 27. Ephorie für Prähistorische und Klassische Altertümer wurde 1985 zunächst eine Probegrabung durchgeführt, die 1986 fortgesetzt wurde. Die Grabungen brachten 34 Gräber zu Tage, die teilweise zerstört und geplündert waren. Ein Teil des Diebesguts wurde später im Lagerhaus des archäologischen Museums in Dion gefunden. 1985 wurde ein Teil der steinernen Platten, die die Gräber bedeckt hatten, von Unbekannten gestohlen. Ein Teil des Hangs wurde durch starke Schneefälle zum Abrutschen gebracht. In den Jahren 1987 und 1988 wurde der Hang terrassiert und durch eine Holzkonstruktion stabilisiert. Später wurden die Terrassen durch massives Mauerwerk abgefangen, einige Gräber wurden durch Betoneinfassungen stabilisiert. Um die Gräber vor Witterungseinflüssen zu schützen, wurden manche von ihnen mit einer Dachkonstruktion versehen.
In der Nähe der Ausgrabungsstätte Spathes wurden 1987 am Ort weitere Gräber entdeckt, die vermutlich aus derselben Epoche stammen. Aus ihnen wurden sechs steinerne Siegel geborgen, weitere Grabungen fanden nicht statt.

## Nekropole
Wie in dieser Region Griechenlands zum Ende der Bronzezeit üblich, wurden die Verstorbenen in kastenförmigen Gräbern beigesetzt; der Typus dieser Art von Gräbern ist aus dem südlichen Griechenland bekannt. Die Länge der Gräber beträgt rund 2,40 Meter, die Breite 1,50 Meter und die Tiefe zwischen 1,00 und 2,50 Meter. Der Boden der Gräber war mit einer 10 bis 20 Zentimeter hohen Tonschicht bedeckt, die Seitenwände waren sorgfältig mit schweren Steinplatten eingefasst. Bis auf eindringende Wurzeln und natürliche Ablagerungen der Baumaterialien waren die Gräber unversehrt. Die Anzahl der Beerdigten, die in den intakten Gräbern gefunden wurden, beläuft sich auf 52. Die Gräber waren wiederholt für neue Bestattungen, einschließlich von Kindern, geöffnet worden.

## Funde

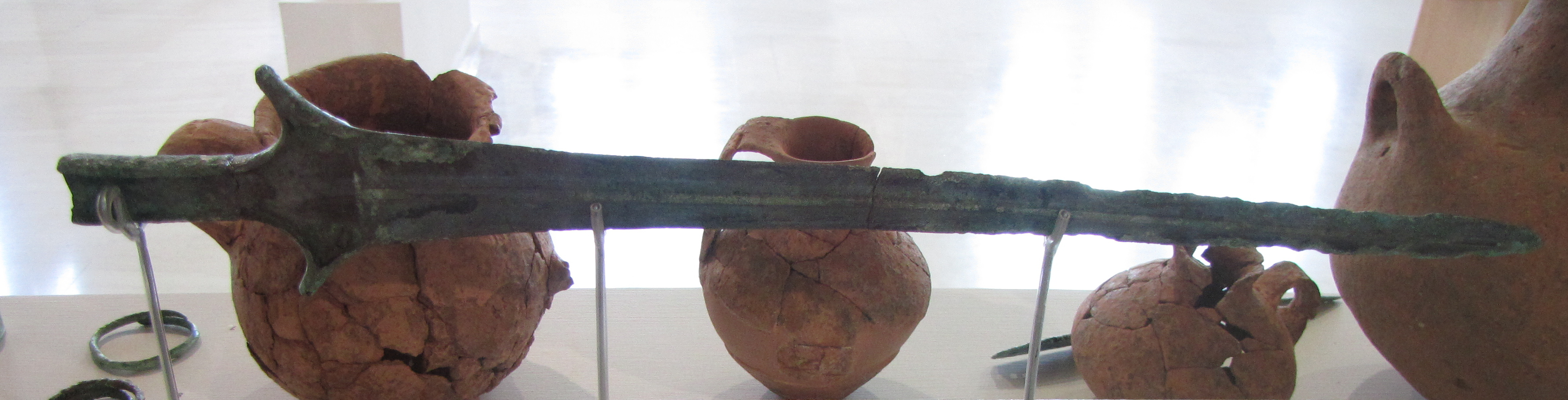
Vergleichbares Bronzeschwert, Fundort: nahe Platamonas

Neben Waffen und Schmuck waren den Verstorbenen vorwiegend Tonwaren beigegeben worden; durch die Art der Beisetzung von mehreren Personen innerhalb eines Grabes gingen jedoch manche von ihnen zu Bruch. Die Gefäße waren überwiegend in Handarbeit gefertigt, nur wenige waren mit einer Töpferscheibe modelliert worden. Die bedeutendsten Funde wurden in einem Grab gemacht, in dem offensichtlich führende Persönlichkeiten bestattet worden waren. Zwei Skelette, ein männliches und ein weibliches, befanden sich neben reichhaltigen Grabbeigaben. Überreste eines Speers, ein bronzenes Schwert, bemalte und unbemalte Vasen und Parfümfläschchen, Schmuck und steinerne Siegel (teilweise mit Tiermotiven) wurden geborgen. Das Schwert ist etwas kleiner, ähnelt aber in der Machart Schwertern, die man in Mykene und Kreta (Knossos, Iraklio) fand. Ein bronzenes Schwert, das man in einem anderen Grab fand, ist von gleicher Machart wie Schwerter, die in Athen, Kreta, Kos und an anderen Fundorten entdeckt wurden. Kürzlich wurde bei Ausgrabungen an der Südostseite des Olymp, westlich von Platamonas, ein gleichartiges Schwert geborgen.